# Spilosoma affinis
Spilosoma affinis är en fjärilsart som beskrevs av Max Bartel 1903. Spilosoma affinis ingår i släktet Spilosoma och familjen björnspinnare. Inga underarter finns listade i Catalogue of Life.